# Saison 2013 des Astros de Houston
La saison 2013 des Astros de Houston est la 52e saison en Ligue majeure de baseball pour cette franchise et sa première en Ligue américaine après 51 années dans la Ligue nationale. Les Astros sont la deuxième équipe à changer de ligue après les Brewers de Milwaukee, qui avaient fait le chemin inverse en 1998.
Les Astros jouent leur premier match en Ligue américaine à Houston le 31 mars 2013 face aux Rangers du Texas. Leur saison est l'une des pires de l'histoire avec seulement 51 victoires contre 111 défaites. Engagés dans un long et pénible effort de reconstruction, les Astros connaissent une 3e année de suite avec 100 revers ou plus, parmi les plus mauvaises performances de l'histoire des majeures. Leurs frappeurs établissent un triste record en étant retirés sur des prises en 1 535 occasions durant l'année. Le club perd ses 15 derniers matchs, du jamais vu depuis la pire équipe de l'histoire, les Spiders de Cleveland de 1899. Menés par Bo Porter pour une première saison, les Astros terminent derniers au classement des majeures pour la 3e année de suite.

## Contexte
Équipe en reconstruction, les Astros amorcent 2013 après avoir connu les deux pires saisons de l'histoire de leur franchise. L'équipe, qui jouait dans la division Centrale de la Ligue nationale depuis 1994, termine en sixième et dernière place de cette section en 2011 et 2012, avec des saisons de 162 parties se terminant sur 106 et 107 défaites, respectivement, chaque fois au dernier rang sur 30 équipes dans le baseball majeur.
Le manager Bo Porter, ancien instructeur des Nationals de Washington, prend les commandes de l'équipe pour 2013 et c'est la première fois qu'il dirige un club des majeures.
Le 2 novembre 2012, les Astros dévoilent leurs nouvelles couleurs pour la saison 2013. Un nouveau logo est dévoilé, ainsi que de nouveaux uniformes, très différents de ceux des dernières années, qui ramènent les couleurs orange et bleu arborées par les joueurs durant les années 1970.

## Calendrier pré-saison
L'entraînement de printemps des Astros se déroule du 23 février au 30 mars 2012.

## Saison régulière
La saison régulière des Astros se déroule du 31 mars au 29 septembre 2013 et prévoit 162 parties. Le premier match est disputé à Houston contre les Rangers du Texas.

### Mars
- 31 mars : Les Astros jouent le premier match de leur histoire en Ligue américaine et l'emporte 8-2 à Houston sur les Rangers du Texas. Dans cette soirée de première où Bud Norris est le lanceur partant et le lanceur gagnant, José Altuve réussit le premier coup sûr de la franchise en Ligue américaine, Justin Maxwell produit le premier point marqué par Brett Wallace, Rick Ankiel frappe le premier circuit et Érik Bédard enregistre un sauvetage[6]. C'est aussi la première victoire du pilote Bo Porter dans les majeures.

### Juin
- 6 juin : les Astros ont le premier choix du repêchage pour la deuxième année de suite et choisissent le lanceur droitier Mark Appel de l'Université Stanford comme première sélection de la draft MLB 2013[7].

### Juillet
- 29 juillet : Les Astros transfèrent le releveur droitier José Veras aux Tigers de Détroit contre un joueur des ligues mineures[8].

### Septembre
- 29 septembre : Lorsque J. D. Martinez est retiré par le lanceur Dellin Betances des Yankees de New York, les Astros battent le record des ligues majeures pour le plus grand nombre de frappeurs retirés sur des prises en une saison, auparavant détenu par les Diamondbacks de l'Arizona avec 1 529 en 2010[9]. Houston termine l'année avec le nouveau record de 1 535 retraits sur des prises.

### Classement
| Ligue américaine (Division Ouest) | V  | D   | %    | Diff. | Diff. (séries) |
| --------------------------------- | -- | --- | ---- | ----- | -------------- |
| Athletics d'Oakland               | 96 | 66  | ,593 | -     | -              |
| Rangers du Texas                  | 91 | 72  | ,558 | 5½    | 1              |
| Angels de Los Angeles             | 78 | 84  | ,481 | 18    | 13½            |
| Mariners de Seattle               | 71 | 91  | ,438 | 25    | 20½            |
| Astros de Houston                 | 51 | 111 | ,315 | 45    | 40½            |

## Affiliations en ligues mineures
| Niveau            | Équipe                   | Ligue                         |
| ----------------- | ------------------------ | ----------------------------- |
| AAA               | Oklahoma City RedHawks   | Ligue de la côte du Pacifique |
| AA                | Corpus Christi Hooks     | Texas League                  |
| A-Advanced        | Lancaster JetHawks       | California League             |
| A                 | Lexington Legends        | South Atlantic League         |
| A (saison courte) | Tri-City ValleyCats      | New York - Penn League        |
| Ligue des recrues | Greeneville Astros       | Appalachian League            |
| Ligue des recrues | Gulf Coast League Astros | Gulf Coast League             |
| Ligue des recrues | DSL Astros               | Dominican Summer League       |